# 数列空間
関数解析学および関連する数学の分野における数列空間（すうれつくうかん、英: sequence space）とは、実数あるいは複素数の無限列を元とするベクトル空間のことを言う。またそれと同値であるが、自然数から実あるいは複素数体 K への関数を元とする関数空間のことでもある。そのような関数すべてからなる集合は、K に元を持つ無限列すべてからなる集合であると自然に認識され、関数の点ごとの和および点ごとのスカラー倍の作用の下で、ベクトル空間と見なされる。すべての数列空間は、この空間の線型部分空間である。通常、数列空間はノルムを備えるものであり、そうでなくとも少なくとも位相ベクトル空間の構造を備えている。
解析学におけるもっとも重要な数列空間のクラスは、p-乗総和可能数列からなる関数空間 ℓp である。それらの空間は p-ノルムを備え、自然数の集合上の数え上げ測度に対するLp空間の特別な場合と見なされる。収束列や零列のような他の重要な数列のクラスも数列空間を構成し、それらの場合はそれぞれ c および c0 と表記され、上限ノルムが備えられる。任意の数列空間は各点収束の位相を備えるものでもあり、その位相の下でのそれらの空間は、FK空間と呼ばれるフレシェ空間の特殊な場合となる。

## 定義
K を体（特に実または複素数全体の成す体）とし、各項が K に値をとる数列（スカラー列）全体の成す集合 KN = {(xn)n∈N : xn ∈ K} は、数列の和およびスカラー倍を
- {\displaystyle (x_{n})_{n\in \mathbb {N} }+(y_{n})_{n\in \mathbb {N} }:=(x_{n}+y_{n})_{n\in \mathbb {N} }}
- {\displaystyle \alpha (x_{n})_{n\in \mathbb {N} }:=(\alpha x_{n})_{n\in \mathbb {N} }}

と定めることによりベクトル空間を成す。このベクトル空間 KN の線型部分空間を一般に数列空間と呼ぶ。

### ℓp-空間
KN の部分空間 ℓp を、0 < p < ∞ に対して ℓp = {(xn)n∈N : ∑n |xn|p < ∞} および p = ∞ に対して ℓ∞ は有界数列全体の成す空間と定める。ここで実数値の単項演算 |•| は（実または複素数の）絶対値である。
1 ≤ p ≤ ∞ の場合
x = (xn)n∈N のノルム
{\displaystyle \|x\|_{p}={\begin{cases}\left(\sum _{n}|x_{n}|^{p}\right)^{1/p}&(1\leq p<\infty )\\\sup _{n}|x_{n}|&(p=\infty )\end{cases}}}
を考えれば、空間 ℓp (1 ≤ p ≤ ∞) は
{\displaystyle \ell ^{p}:=\{x\in \mathbb {K} ^{\mathbb {N} }:\|x\|_{p}<\infty \}}
とも書ける。ℓp はこのノルムについて完備距離空間であり、したがってバナッハ空間となる。
0 < p < 1 の場合
ℓp はノルムを持たないが d(x,y) := ∑n |xn − yn|p で定義される距離関数を持つ。

### cとc0
収束列の空間 c も数列空間で、これは収束列（xn が存在する数列 x ∈ KN）全体の成す空間である。任意の収束列は有界であるから、c は有界列の空間 ℓ∞ の線型部分空間である。さらに言えば、無限大ノルム ‖ • ‖∞ に関して閉部分空間となるから、それ自身バナッハ空間である。
その部分空間で、零列の空間 c0 は極限が零である数列（零列）全てからなる。これは数列空間 c の閉部分空間であるから、ふたたびバナッハ空間となる。

### 他の数列空間
有界級数 (bounded series) の空間 bs は、supn |∑n
i=0 xi| < ∞ を満たす列 x 全体の成す空間である。この空間（にノルム ‖ x ‖bs = supn |∑n
i=0 xi| を入れたもの）は有界数列の空間 ℓ∞ と等長同型なバナッハ空間になる（この同型は線型写像 (xn)n∈N ↦ (∑n
i=0 xi)n∈N で与えられる）。収束級数 (convergent series) の空間 cs は、この同型の下で収束数列の空間 c の上に引き写される。
空間 Φ あるいは c00 は、高々有限個の非ゼロ項を持つ（有限な台を持つ）無限列からなる空間として定義される。この集合は、多くの数列空間において稠密である。

## ℓp空間と空間c0の性質
空間 ℓ2 は、ヒルベルト空間であるような唯一つの ℓp 空間である。なぜならば、内積により導出されるノルムは中線定理 {\displaystyle \|x+y\|_{p}^{2}+\|x-y\|_{p}^{2}=2\|x\|_{p}^{2}+2\|y\|_{p}^{2}} を満たさなければならず、その x と y に異なる二つの単位ベクトルを代入することで p = 2 でない限りその等式は成立しないことが分かるからである。
各 ℓp は、p < s のとき ℓs の真部分集合である。さらに、ℓp は p ≠ s ならば ℓs とは線型同型ではない。実際、ピットの定理 (Pitt 1936) により、p < s ならば ℓs から ℓp へのすべての有界線型作用素はコンパクトであるが、そのような作用素は同型とはなり得ない。またさらに、それは ℓs の任意の無限次元部分空間上の同型ともなり得ず、厳密特異作用素と呼ばれる。
1 < p < ∞ なら、ℓp の連続的双対空間は、1/p + 1/q = 1 を満たすようなヘルダー共役 q に対する空間 ℓq と等長同型である。この特別な同型は、ℓq のある元 x を、ℓp の元 y の汎函数
{\displaystyle L_{x}(y)=\sum _{n}x_{n}y_{n}}
と関連付ける。ヘルダーの不等式より、Lx は ℓp 上の有界線型汎函数であることが分かる。また実際、
{\displaystyle |L_{x}(y)|\leq \|x\|_{q}\,\|y\|_{p}}
であることから、その作用素ノルムは
{\displaystyle \|L_{x}\|_{(\ell ^{p})^{*}}:=\sup _{\begin{smallmatrix}y\in \ell ^{p}\\y\neq 0\end{smallmatrix}}{\frac {|L_{x}(y)|}{\|y\|_{p}}}\leq \|x\|_{q}}
を満たす。
y を ℓp の元とし、
{\displaystyle y_{n}={\begin{cases}0&(x_{n}=0)\\x_{n}^{-1}|x_{n}|^{q}&(x_{n}\neq 0)\end{cases}}}
とすれば、Lx(y) = ‖ x ‖q ‖ y ‖p が得られるため、実際には等号が成立し
{\displaystyle \|L_{x}\|_{(\ell ^{p})^{*}}=\|x\|_{q}}
である。
逆に、ℓp 上の与えられた有界線型汎函数 L に対し、xn = L(en) で定義される数列は ℓq に属する。したがって、写像 {\displaystyle x\mapsto L_{x}} は等長写像
{\displaystyle \kappa _{q}\colon \ell ^{q}\to (\ell ^{p})^{*}}
を与える。
κp を、その転置の逆と合成することにより得られる写像
{\displaystyle \ell ^{q}{\xrightarrow {\kappa _{q}}}(\ell ^{p})^{*}{\xrightarrow {(\kappa _{q}^{*})^{-1}}}}
は、その二重双対への ℓq の標準単射と一致する。したがって、ℓq は回帰的空間である。記法の濫用により、ℓq を ℓp の双対と同一視するのが通例である（つまり、(ℓp)* = ℓq）。したがって、回帰性は、(ℓp)** = (ℓq)* = ℓp という等号のつながりによって理解される。
空間 c0 は、ゼロへと収束するすべての数列からなる空間として定義される。これに上限ノルム ‖ x ‖∞ を入れたものは ℓ∞ の閉部分空間となり、したがってバナッハ空間となる。その双対空間は ℓ1 である。ℓ1 の双対空間は ℓ∞ であることに注意されたい。自然数の添字集合の場合、ℓp と c0 は可分である。ただし ℓ∞ は例外となる。ℓ∞ の双対空間はba空間である。
空間 c0 と ℓp（1 ≤ p < ∞）には、標準無条件シャウダー基底 {ei | i = 1, 2,…} が存在する。ここで ei は第 i 成分のみ 1 でその他ではゼロであるような列である。
空間 ℓ1 はシューアの性質を持つ：すなわち、ℓ1 において弱収束する列は、必ず強収束もする(Schur 1921)。しかし、無限次元空間上の弱位相は、強位相よりも厳密に弱いため、ℓ1 には弱収束するが強収束しない有向点族が存在する。
ℓp 空間は多くのバナッハ空間に埋め込まれる。すべての無限次元バナッハ空間がある ℓp あるいは c0 の同型を含むかという問題は、1974年のボリス・チレルソンによるチレルソン空間の構成により、否定的な解答が与えられた。その対として、すべての可分バナッハ空間は ℓ1 の商空間と線型等長である、という問題は、Banach & Mazur (1933)により肯定的な解答が与えられた。すなわち、すべての可分バナッハ空間 X に対して、X が {\displaystyle \ell ^{1}/\ker Q} と同型になるような商写像 {\displaystyle Q:\ell ^{1}\to X} が存在する。一般的に、ker Q は ℓ1 内で完備化されない。すなわち、{\displaystyle \ell ^{1}=Y\oplus \ker Q} であるような ℓ1 の部分空間 Y は存在しない。実際、ℓ1 はそれ自身のどれとも同型でないような非可算個の多くの非完備部分空間を持つ（例えば、{\displaystyle X=\ell ^{p}} を考える。そのような X は非可算に多く存在し、ℓp はどの他のものとも同型でないため、非可算個の多くの ker Q が存在する）。
自明な有限次元の場合を除き、ℓp の変わった性質は、それが多項式的回帰的空間であることである。